# Hans Baldung
Hans Baldung, zvaný Grien či Grün (1484/1485, Schwäbisch Gmünd – září 1545, Štrasburk), byl německý renesanční malíř a rytec.

## Život
Hans Baldung se narodil do rodiny akademicky vzdělaných intelektuálů, ale sám na univerzitu nevstoupil. Počáteční malířské školení absolvoval kolem roku 1500 u některého Hornorýnského malíře ve Štrasburku a od roku 1503 byl tovaryšem Albrechta Dürera v Norimberku. Byl jedním z Dürerových nejtalentovanějších žáků a stal se jeho osobním přítelem. Zastupoval ho jako hlava dílny během Dürerovy druhé cesty do Benátek a ke konci svého učení dohlížel na produkci malovaného skla, rytin a dřevorytů. Na cestu do Nizozemí roku 1521 vzal Dürer Baldungovy grafické listy. Po Dürerově smrti Baldung svou oddanost projevil i tím, že po zbytek života uchovával jako relikvii kadeř Dürerových vlasů (nyní vlastnictví vídeňské Akademie výtvarných umění). Svou přezdívku Grün (Grien) získal zřejmě v Dürerově dílně kvůli oblibě zeleného oděvu a také proto, že byl již několikátým tovaryšem s křestním jménem Hans (mimo něj též Hans Schäufelein, Hans Suess von Kulmbach, Dürerův mladší bratr Hans).
Z Norimberku odešel do Halle a pracoval na dvou oltářích pro místní dóm. Roku 1509 se stal občanem Štrasburku a zřídil zde vlastní dílnu. Oženil se s Margarete Herlin, dcerou bohatého občana, a těšil se rostoucí popularitě i poptávce po svých dílech. V letech 1512–1516 pobýval ve Freiburgu, kde vytvořil hlavní oltář pro tamní katedrálu. Po návratu do Štrasburku se stal váženým a bohatým měšťanem a zastával i funkci radního. Své práce podepisoval monogramem HGB. Jeho dílo má rysy určité výstřednosti, protože byl fascinován čarodějnictvím, nadpřirozenými jevy a erotickými náměty. Téma bylo charakteristické pro Štrasburg, kde tamní humanisté čarodějnictví studovali s jistým pobaveným nadhledem, zatímco štrasburský biskup Wilhelm von Hohnstein pronásledoval ženy obviněné z čarodějnictví.

## Dílo

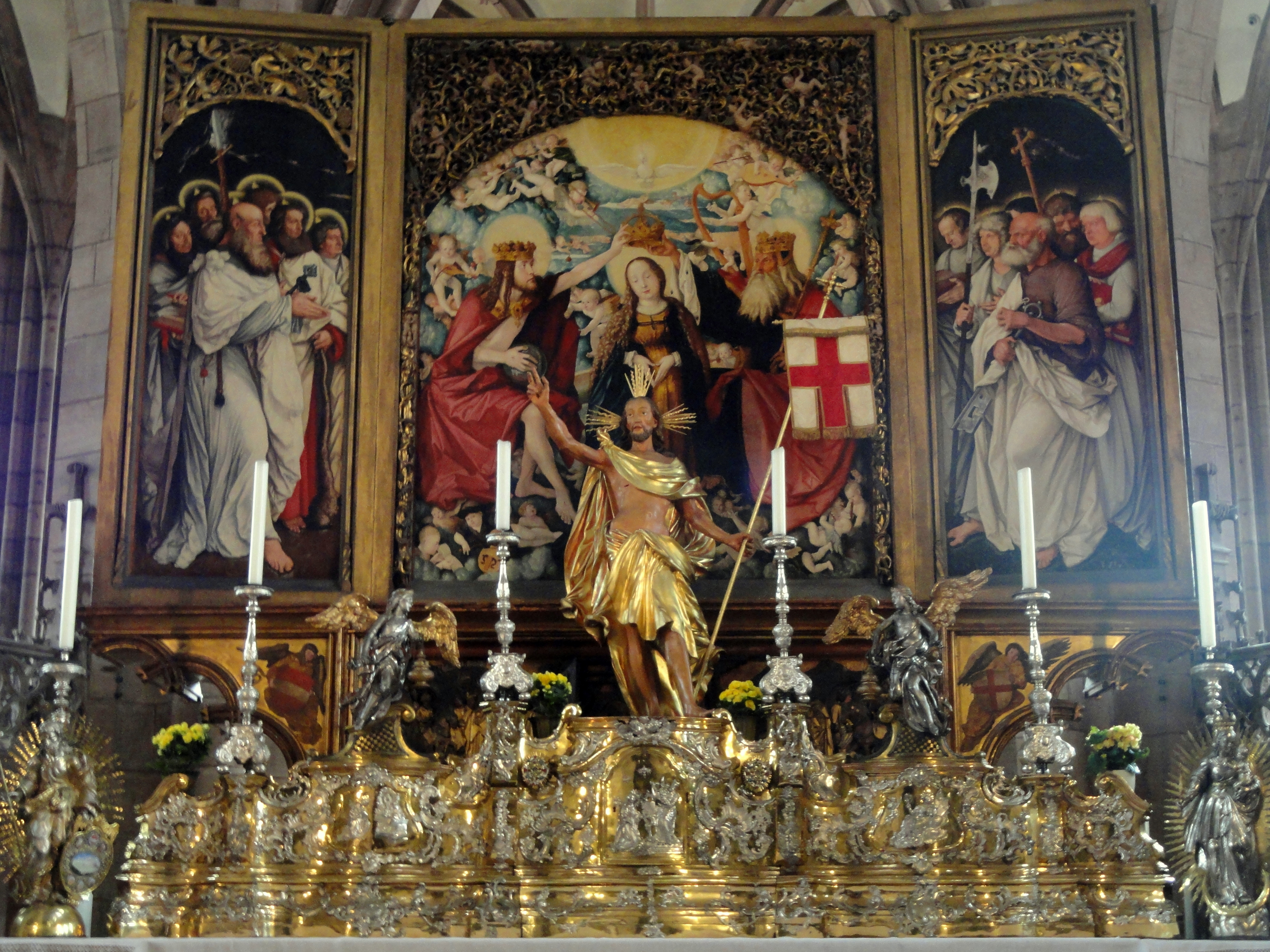
Hlavní oltář, Freiburg Minster

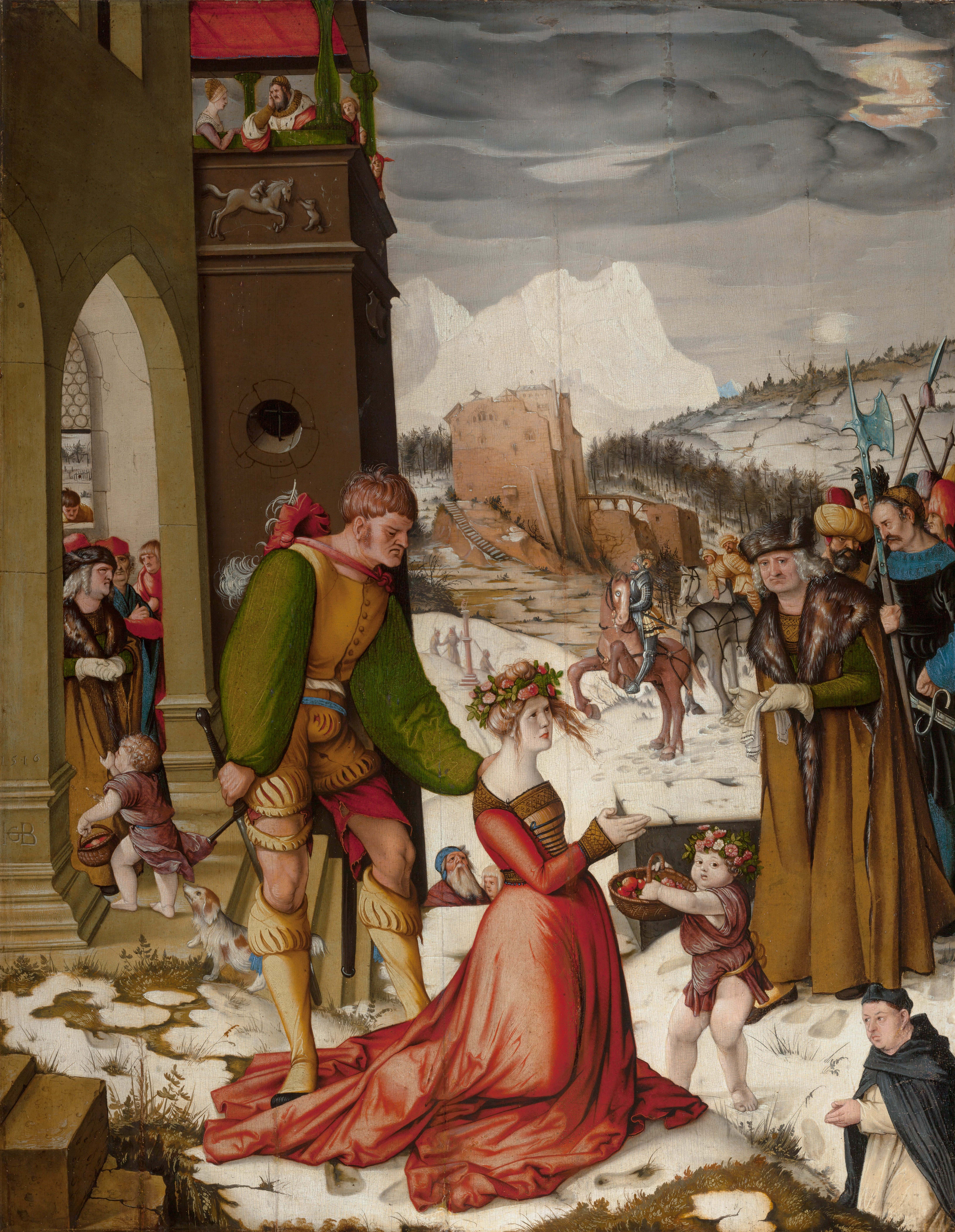
Hans Baldung Grien, Martyrium sv. Doroty, Národní galerie v Praze

Nejranější známá díla signovaná monogramem HB jsou dva oltáře pro klášterní kapli v Lichtenthalu poblíž Badenu z roku 1496, u kterých je patrný vliv následovníků Martina Schongauera a portrét císaře Maxmiliána I. ze skicáře (1501). Pro kostel v Halle (Maria-Magdalenenkapelle) zhotovil oltář se scénami Utrpení sv. Šebestiána a světci (sv. Štěpán, Kryštof, Apollonie a Dorota) a se Zjevením Páně (1507).
Jeho nejvýznamnějším malířským dílem je hlavní oltář pro katedrálu ve Freiburgu, sestávající z jedenácti desek (Korunování Panny Marie a dvanáct apoštolů, Zvěstování, Navštívení, Narození Páně, Útěk do Egypta, Ukřižování, s portréty donátorů na predele a signaturou autora). Baldungovo pojetí figury je nekonvenční až excentrické a bývá proto řazen k evropským manýristům. Barevnost jeho obrazů je zvláštní směsí zářivých tónů, absolutní černi a míchaných pigmentů, nejčastěji bledé žluti, špinavé šedi a červeni.
Během pobytu ve Freiburgu Baldung navrhl také malovaná vitrážová okna pro chórové kaple rodin Jakoba Heimhofera, Konrada Stürzela, Nikolause Locherera a rodiny Blumenecků. Originály nyní uchovává Augustiniánské museum (Augustinermuseum) Freiburg. Byl vyhledávaným portrétistou a kromě dvora (Karel V., Maxmilián I.) u něj objednávali portréty členové bádenské markraběcí rodiny (Phillip, Kryštof I., jeho žena Otilie a potomci) nebo Ludwig, Count von Löwenstein.
Baldung byl významným kreslířem. Jeho skicář s mistrovským portréty a studiemi krajin kreslenými stříbrnou tužkou je uchováván v Staatliche Kunsthalle, Kupferstichkabinett Karlsruhe. Vedle kreseb vytvořil několik set dřevořezů a proslul jako autor šerosvitových dřevořezů. Z nich asi stovka jsou volné listy, ale většina sloužila jako ilustrace knih. Zachovalo se pouze šest Baldungových mědirytů. Jeho oblíbeným námětem byla nahota ženského těla, které zobrazil včetně detailů intimních partií (Dívka a smrt, 1517) a erotické scény s čarodějnicemi. V mnoha variantách vytvořil kult krásy, ke kterému v Německu neexistuje precedens. Námětem pro ženské akty je Eva, starověké bohyně, čarodějnice nebo svůdnice.

### Známá díla (výběr)
- 1507 Oltář s Klaněním tří králů, sv. Jiří a sv. Mořicem, Gemäldegalerie Berlin
- 1507 Kamenování sv. Štěpána, Alte Pinakotek Mnichov
- 1507 Utrpení sv. Šebestiána, Germanisches Nationalmuseum, Norimberk
- 1510 Klanění tří králů, Staatliche Galerie Dessau
- 1510 Narození Krista, Kunstmuseum Basel
- 1509–1511 Tři věky člověka a smrt, Uměleckohistorické muzeum (Vídeň)
- 1511 Sv. Jan Evangelista na Patmu, Metropolitan Museum of Art, New York
- 1512 Ukřižování, Gemäldegalerie Berlin
- 1518 Oplakávání Krista, Gemäldegalerie Berlin
- 1517 Dívka a smrt, Kunstmuseum Basel
- 1520 Oltář Jana Křtitele, Historisches Museum Frankfurt am Main
- 1520 Narození Krista, Alte Pinakotek Mnichov
- 1523–1533 Stvoření Adama, Evy a zvířat, Angermuseum Erfurt
- 1529 Vanitas, Alte Pinakothek, München
- 1530 Portrét dámy
- 1530–1531 Pyramus a Thisbe, Gemäldegalerie Berlin
- 1533 Madona s dítětem a papoušky, Germanisches Nationalmuseum, Norimberk
- 1533–1536 Kalvárie, Aschaffenburg, Staatsgalerie im Schloss Johannisburg
- 1539 Noli me tangere, Hessisches Landesmuseum Darmstadt
- 1539 Tři věky muže a tři Grácie, Prado[3]
- 1544 Sedm věků ženy, Museum der bildenden Künste Lipsko

### Díla v českých sbírkách

#### Martyrium sv. Doroty (1516),Národní galerie v Praze
Lipová deska 78 × 61 cm. Obraz vznikl během Baldungova pobytu ve Freiburgu, kde pracoval na hlavním oltáři pro tamní Münster. Znázorňuje dvě scény ze života světice – v popředí její modlitbu před stětím a Theofila ve žlutém kabátci, který se vysmívá její víře a v pozadí zázrak, kde témuž Theofilovi uprostřed zimy pachole přináší růže a jablky od Dorotina nebeského ženicha. Středověký motiv znázornění dvou dějů v popředí v různém měřítku a jistou naivitu popisu vyvažují dobře pochopené prostorové vztahy mezi architekturou, skupinami osob a krajinou. Barevná škála zimní krajiny mění tón od teplého šedožlutého v popředí k chladným tónům v pozadí, bělostnému ledovci a těžkým šedivým sněhovým mračnům. Některé části kompozice jsou odvozeny ze starších Baldungových obrazů: jezdec na koni z Klanění tří králů (1507), stětí sv. Doroty z kresby ke Stětí sv. Kateřiny (1505, Berlin Kupferstichkabinett). Palác s přihlížejícími diváky umělec znovu použil ve scéně kamenování sv. Štěpána (1522).
- Skupina sedmi koní v lese (Hans Baldung zv. Grien), Sbírka grafiky a kresby Národní galerie v Praze
- Hlava apoštola (1519), Moravská galerie v Brně[5]

## Galerie

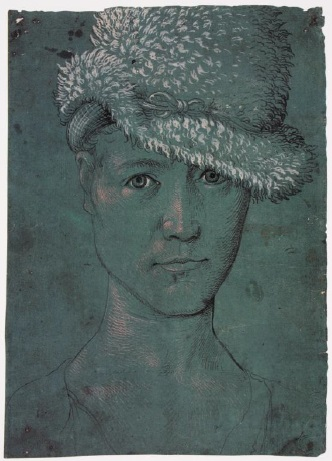
Hans Baldung, autoportrét (1502), Kunstmuseum Basel
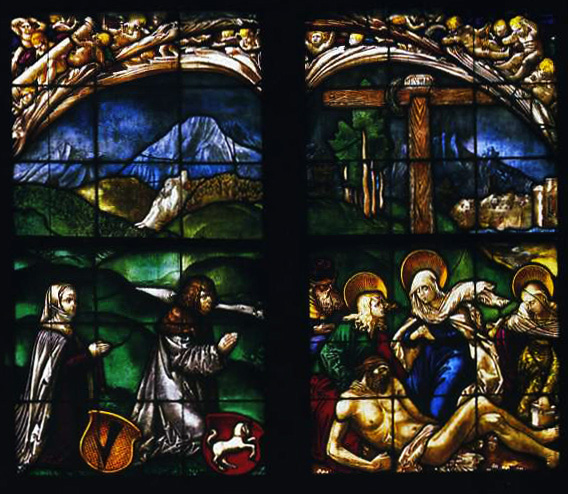
Heimhoferkapelle, Freiburger Münster
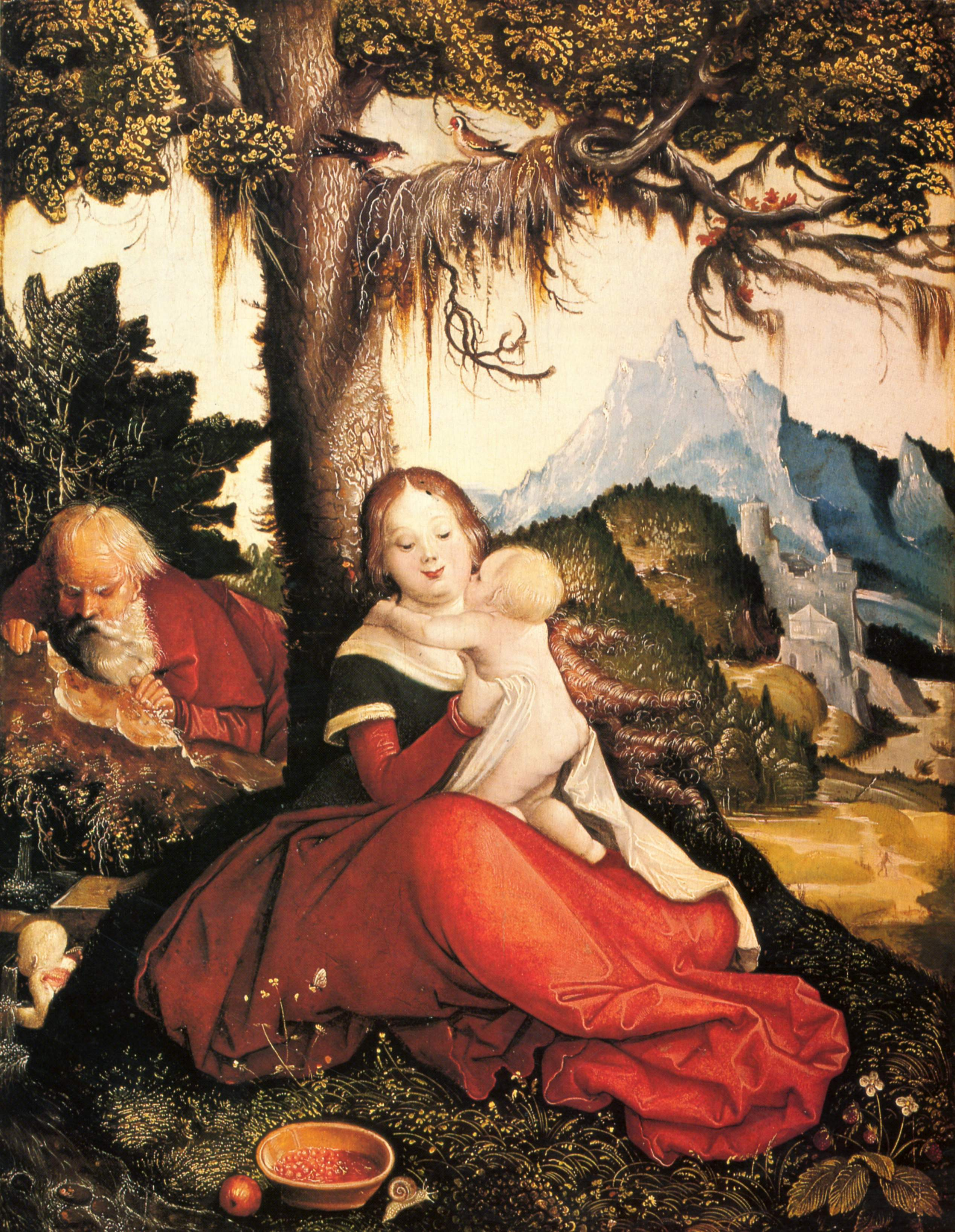
Odpočinek na útěku do Egypta (1512), Gemäldegalerie der Akademie der bildenden Künste Wien
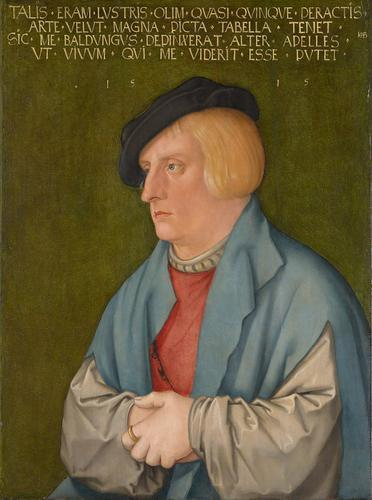
Obraz mladého muže (1515), Kunsthistorisches Museum
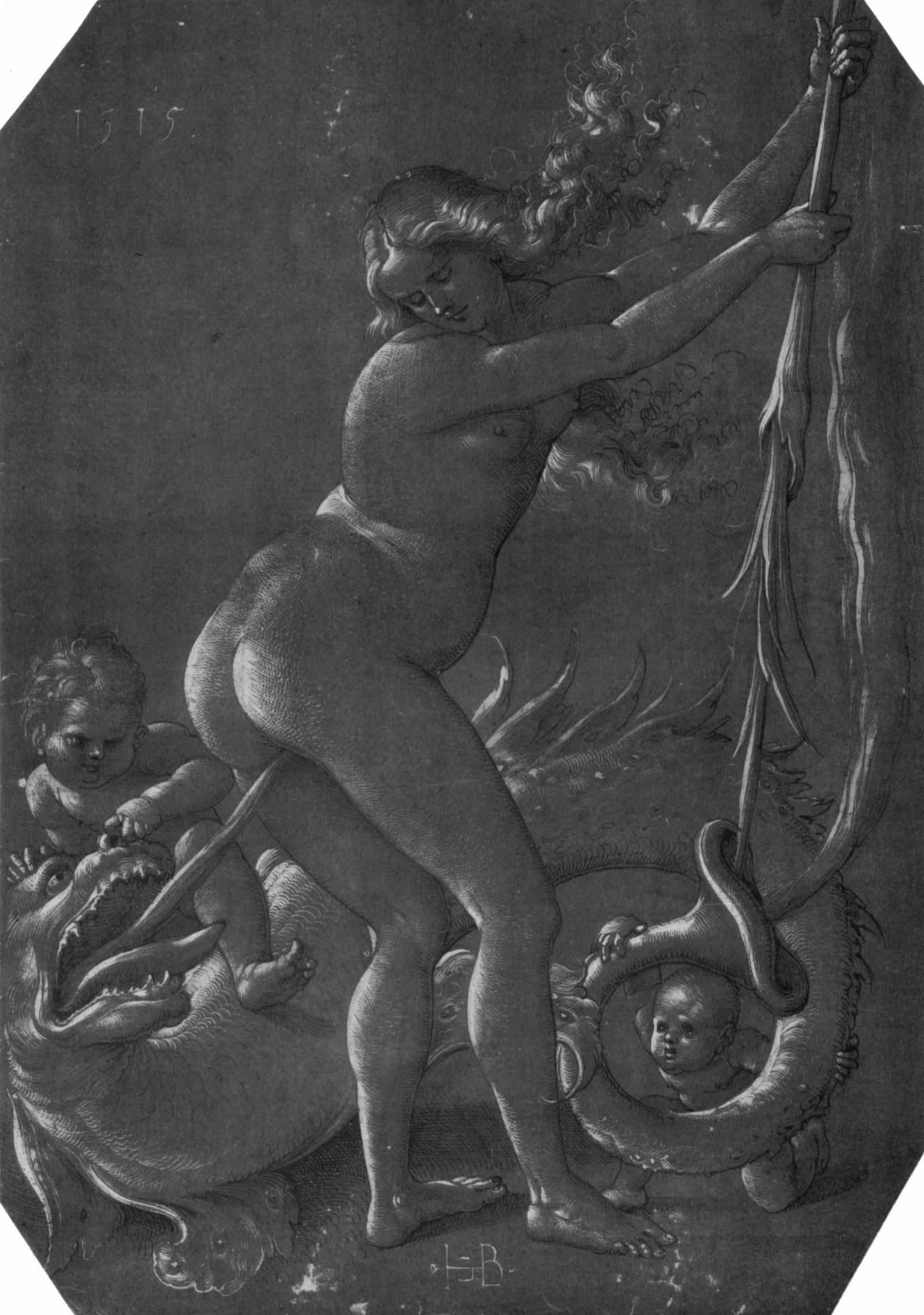
Čarodějnice s monstry (1515)
Dívka a smrt (1517), Kunstmuseum Basel
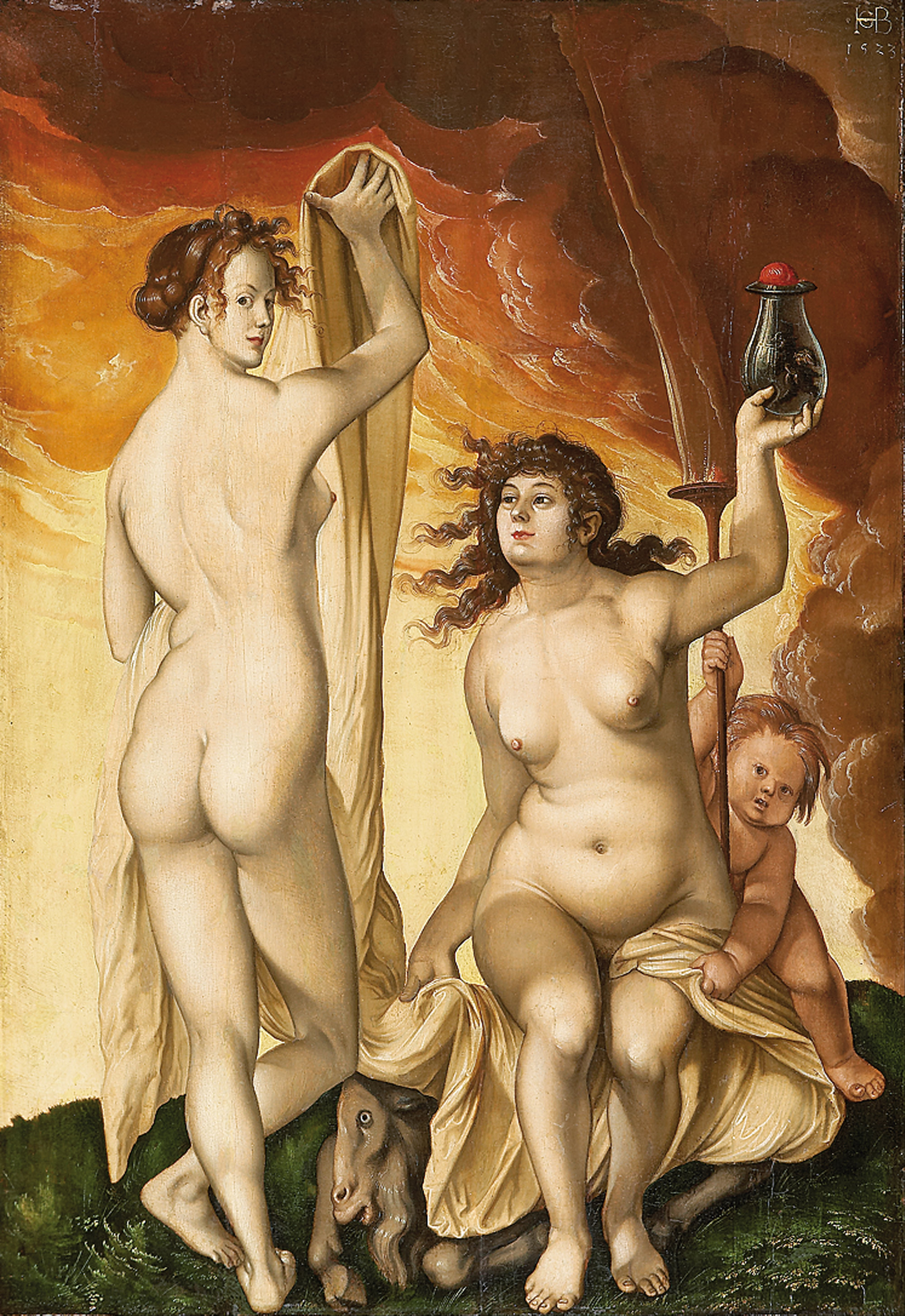
Dvě čarodějnice (1523), Städel, Frankfurt nad Mohanem, Google Art Project
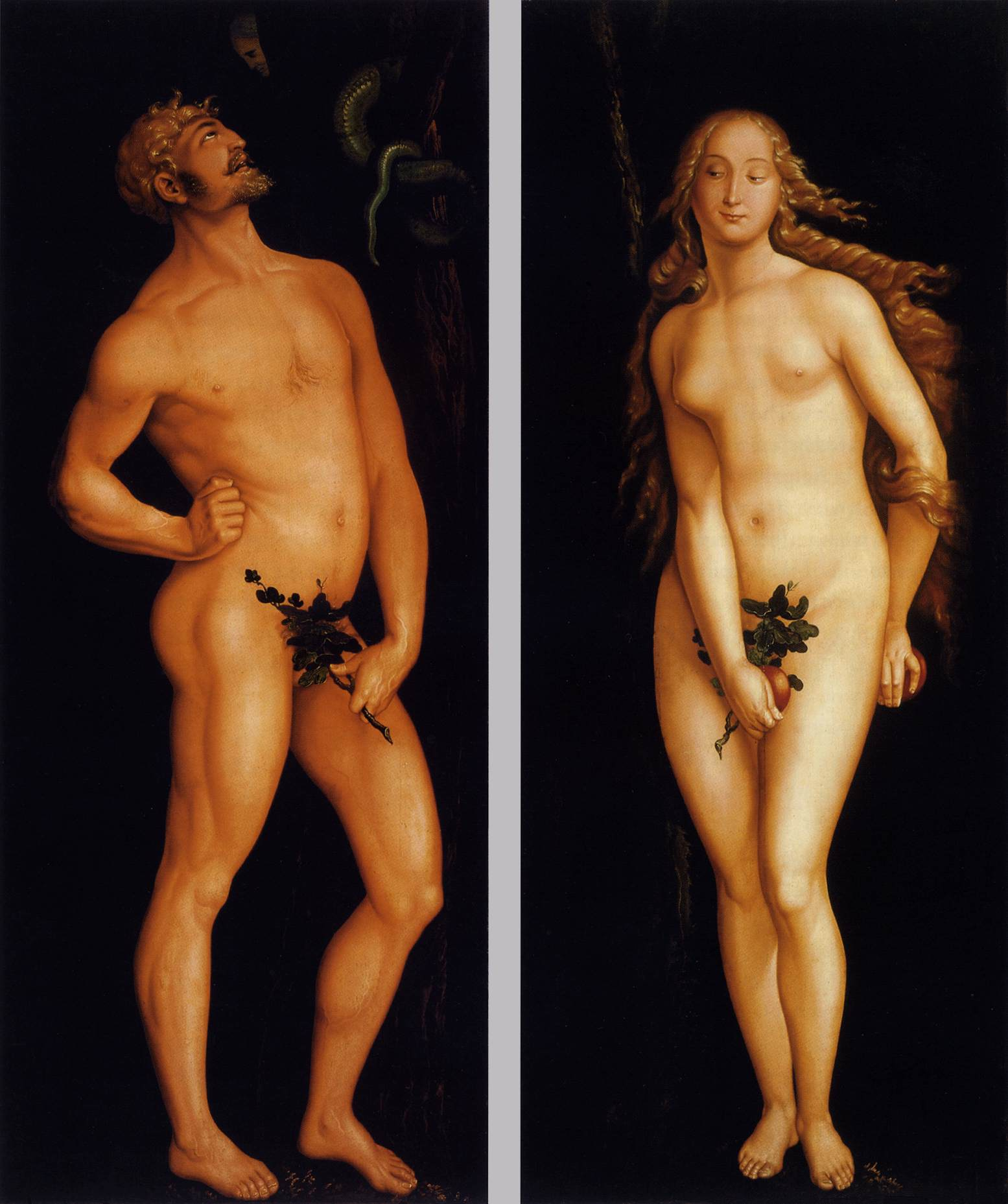
Adam a Eva (1524), Muzeum krásného umění Budapešť
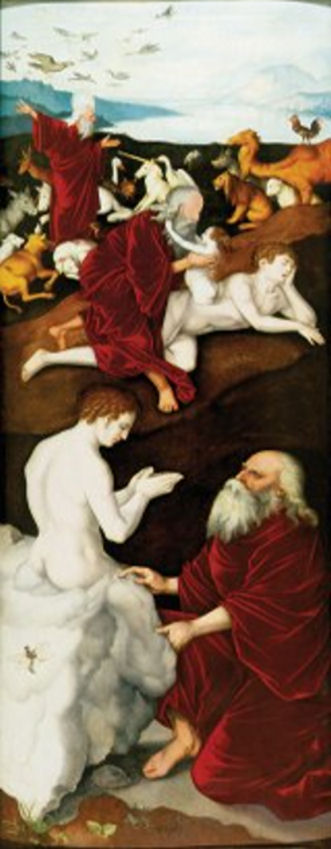
Stvoření Adama, Evy a zvířat (1523–33), Angermuseum Erfurt
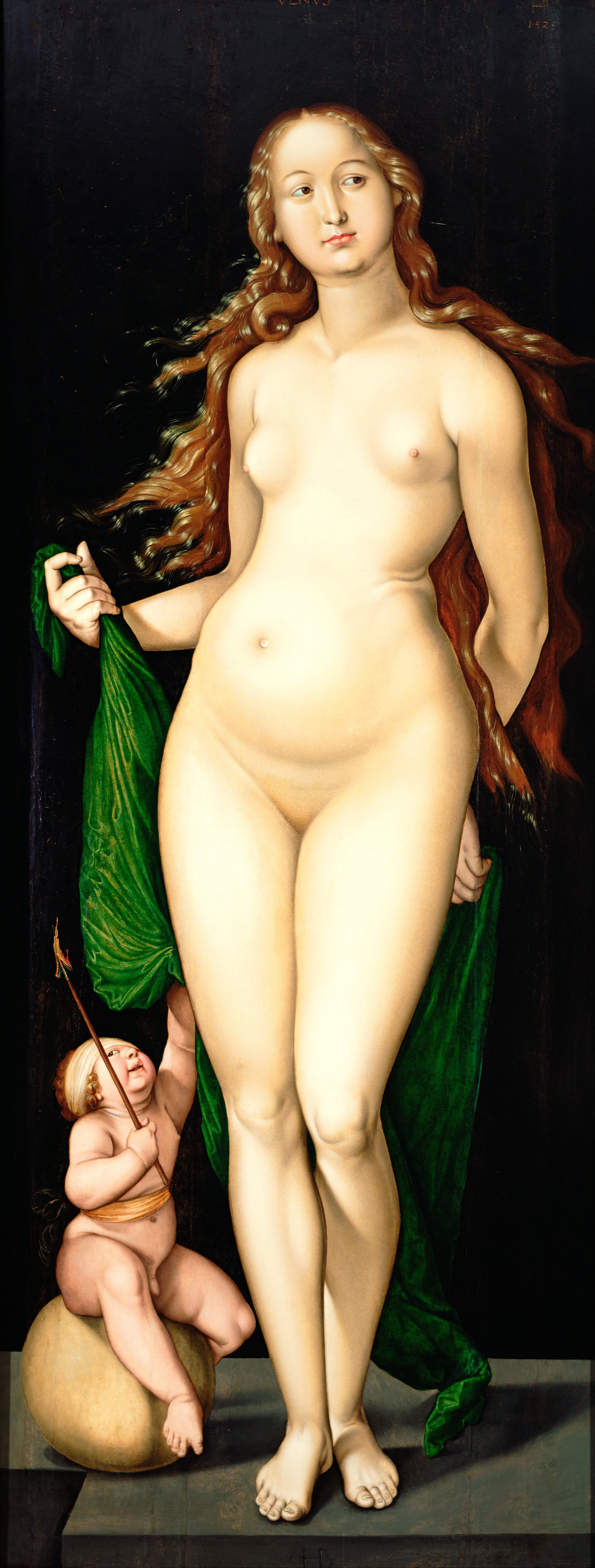
Venuše a Amor (1524–1525), Kröller-Müller Museum, Google Art Project
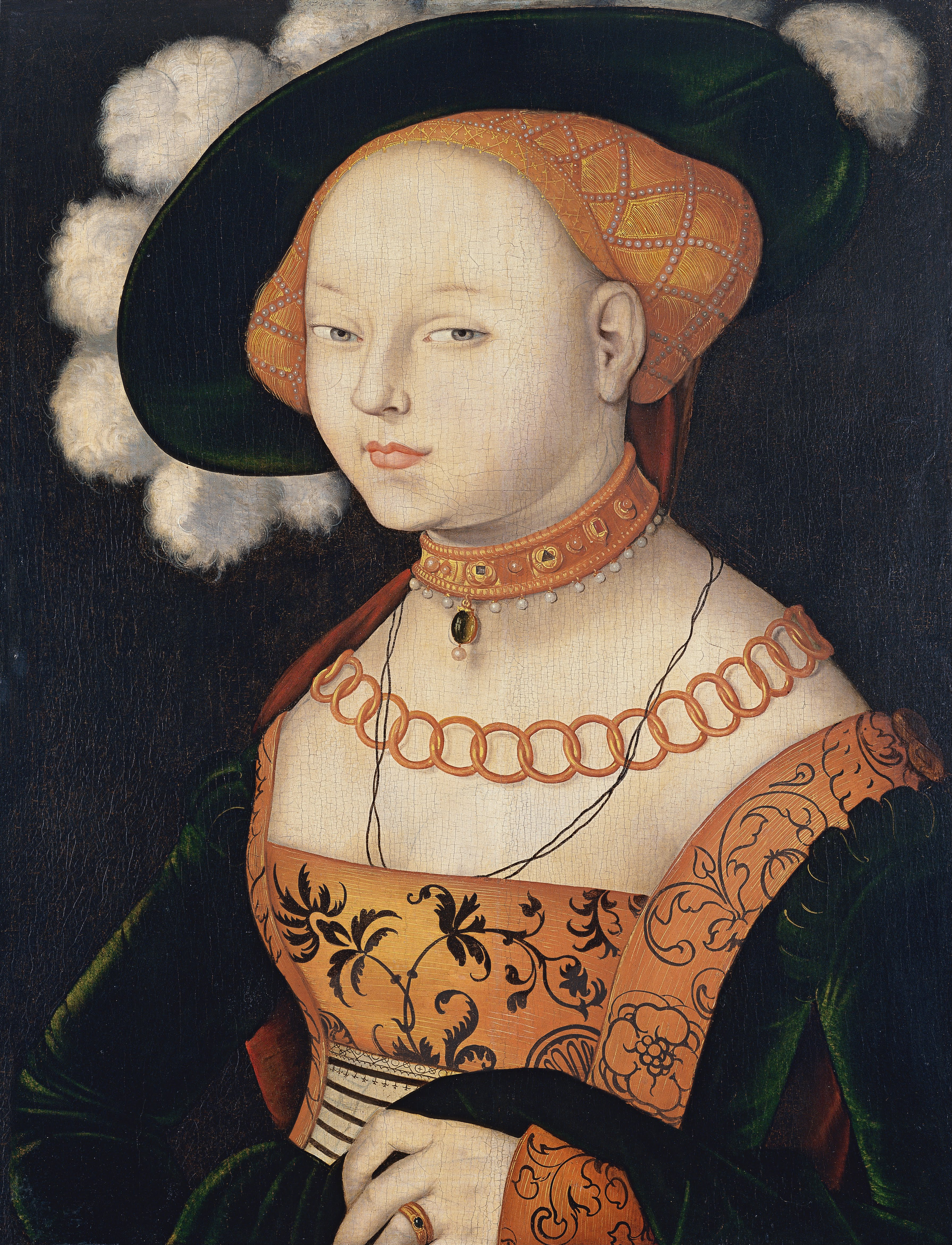
Portrét dámy (1530), Thyssen-Bornemisza Museum, Google Art Project
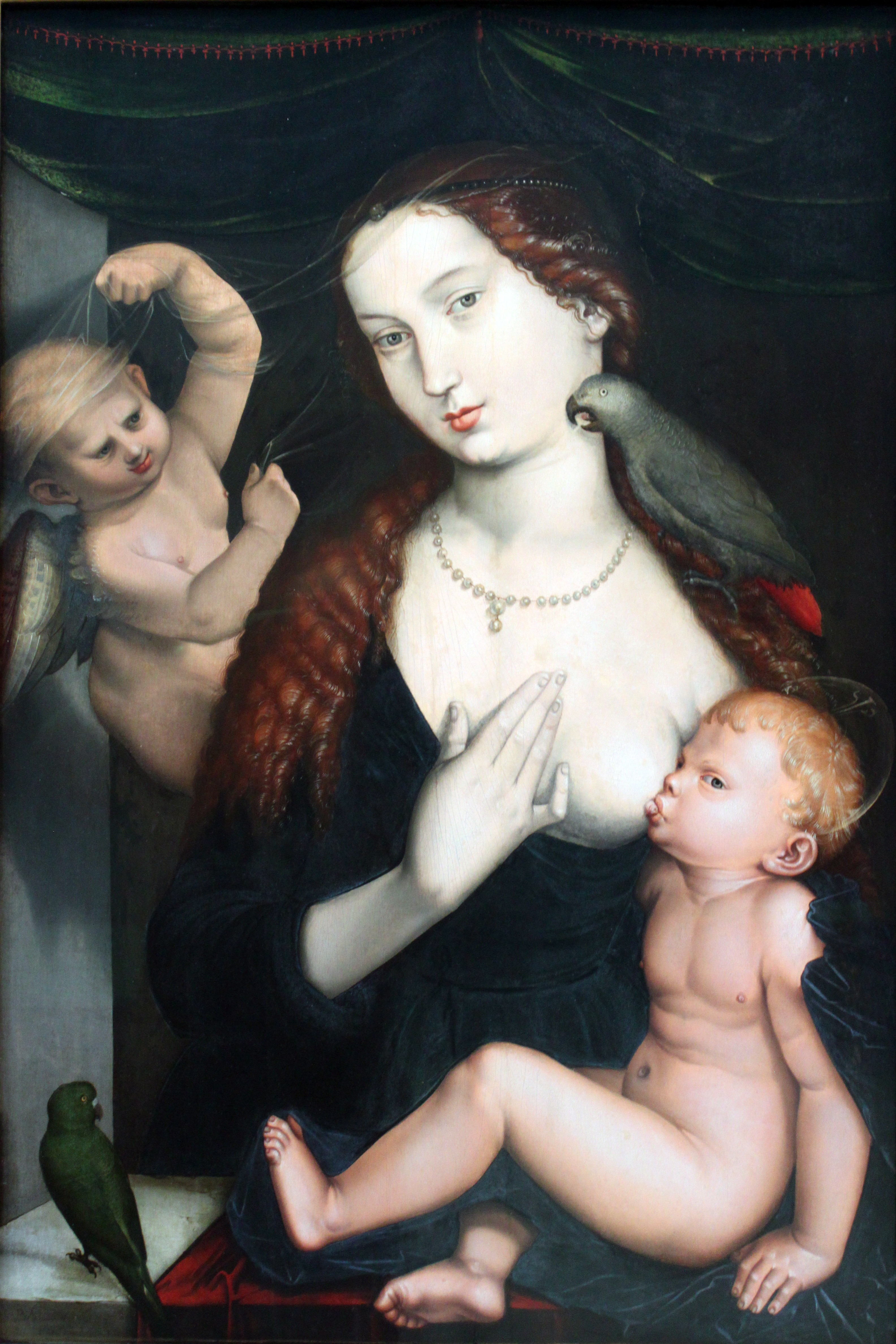
Madona s dítětem a papoušky (1533), Germanisches Nationalmuseum, Norimberk
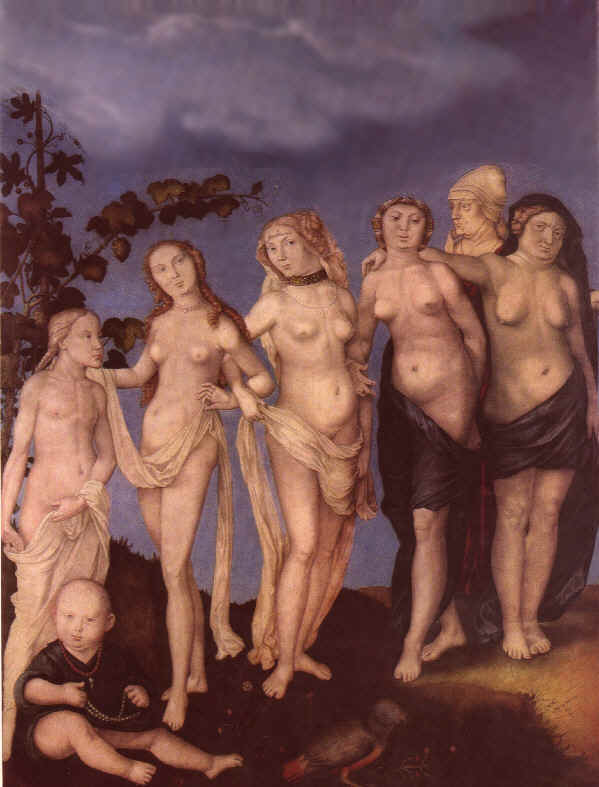
Sedm věků ženy (1544), Museum der bildenden Künste, Lipsko